# Vollendung (Strafrecht)
Als Vollendung wird im Strafrecht Deutschlands das (formelle) Deliktsstadium bezeichnet, in dem alle Merkmale des Straftatbestandes erfüllt sind, objektive und subjektive. Anders gesagt, kann man „Vollendung dann annehmen, wenn der Täter all das getan hat, was das jeweilige Delikt von seinem Täter zu tun verlangt“.
Abzugrenzen hiervon ist einerseits der Versuch, andererseits die (materielle) Beendigung. Bei der Beendigung ist nicht nur der Tatbestand erfüllt, sondern das gesamte tatbestandliche Unrecht verwirklicht. So ist beim Begehen eines Diebstahls die Tat bereits mit der Wegnahme einer fremden beweglichen Sache vollendet, die Tat aber nach herrschender Meinung erst mit der Sicherung der Beute auch beendet. Zwischen Vollendung und Beendigung ist es Dritten noch möglich, sich wegen Beihilfe (zum Beispiel durch Hilfe bei der Flucht oder der Sicherung der Beute) oder aber durch sukzessive Mittäterschaft strafbar zu machen.
Bei den Unternehmensdelikten, die hinsichtlich der Deliktsstadien nicht zwischen Versuch und Vollendung unterscheiden, ist aus kriminalpolitischen Gründen die Vollendungsstrafbarkeit vorverlagert.